# 硫酸镨
硫酸镨是一种无机化合物，化学式为Pr2(SO4)3。它是无嗅的亮绿色晶体。它易吸水，形成五水合物和八水合物。

## 制备
三氧化二镨溶于硫酸，从溶液中可以结晶出八水合硫酸镨。产物可以在有机溶剂中经过“蒸发-再溶解”提纯。

## 性质
硫酸镨在标况下稳定。水合物加热失水并变得略白。和其他稀土金属硫酸盐一样，其溶解度随着温度升高而减小，借此可以分离稀土和非稀土的化合物。